# Bob Knight

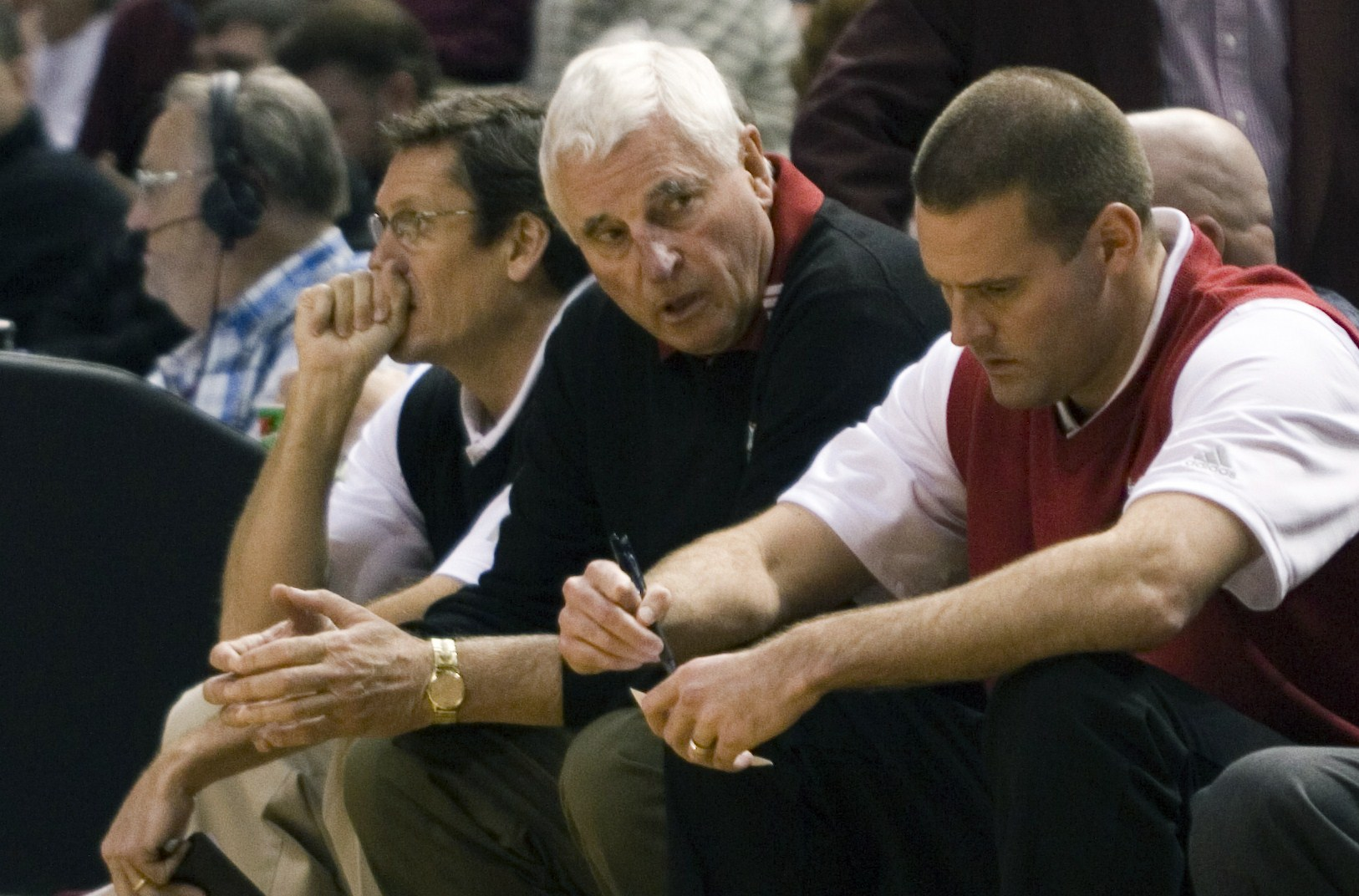
Bobby Knight (Mitte)

Robert Montgomery Knight (* 25. Oktober 1940 in Massillon, Ohio; † 1. November 2023 in Bloomington, Indiana) war ein US-amerikanischer Basketballtrainer. Der als Choleriker bekannte Knight zählt zu den erfolgreichsten Trainern der National-Collegiate-Athletic-Association-Geschichte. 1984 führte er die US-Olympiaauswahl bei den Spielen in Los Angeles zum Gewinn der Goldmedaille. 1991 wurde Knight als Coach in die Naismith Memorial Basketball Hall of Fame aufgenommen.

## Biographie
Nach einer unauffälligen Highschool-Karriere bekam Knight 1958 ein Stipendium der Ohio State University. 1960 gewann er, wenn auch nur als Bankspieler, an der Seite von John Havlicek und dem Ausnahmespieler Jerry Lucas die NCAA-Meisterschaft. Bis 1962 spielte man zwei weitere Male im Finale. Knight wusste, dass sein Talent nicht für die NBA reichen würde, und plante deshalb eine Karriere als Trainer. Zu dieser Zeit lernte er viele Feinheiten des Basketballspiels von Trainerlegende Fred Taylor.
1965 begann er seine Cheftrainer-Laufbahn bei der USMA in West Point im Alter von nur 24 Jahren. Knight setzte in seiner Arbeit auf Disziplin, mannschaftliches Zusammenwirken sowie Mann-Mann-Verteidigung. Mit dieser Vorgehensweise war er mit der Mannschaft der Militärhochschule erfolgreich und kam mit ihr bis 1971 auf 102 Siege und 50 Niederlagen. Beim National Invitational Tournament (NIT) belegte Knight mit seiner Mannschaft einmal den dritten und zweimal den vierten Platz. Einer seiner Spieler war Mike Krzyzewski, der später ebenfalls ein erfolgreicher Trainer wurde.
1971 bekam er den Cheftrainerposten der Indiana University angeboten und nahm an. In der Saison 1975/76 blieb seine Mannschaft die gesamte Saison ungeschlagen. Mit knapp 35 Jahren wurde er damit der jüngste College-Trainer, der eine Basketballmannschaft zum Gewinn des Meistertitels in der NCAA Division I führte. 1981 und 1987 gewann Knight mit Indiana zwei weitere NCAA-Meistertitel. In seiner bis September 2000 dauernden Amtszeit gewann Indiana 662 Spiele und verlor 239. Er führte die Mannschaft zu insgesamt elf Meistertiteln in der Big Ten Conference. Zu den bekanntesten Spielern, die unter Knight zu Indianas Aufgebot zählten, gehören Isiah Thomas, Steve Alford, Scott May, Calbert Cheaney, Alan Henderson, Brian Evans, Damon Bailey, Greg Graham und aus deutscher Sicht Uwe Blab.
Knights Verhalten wurde als übermäßig temperamentvoll beschrieben. Er fiel gegenüber Schiedsrichtern, NCAA-Vertretern, Spielern und Trainern häufig durch Wutausbrüche und Beleidigungen auf. Er wurde deshalb teils zu hohen Geldstrafen verurteilt. Im Februar 1985 warf Knight, der den Spitznamen Der General erhalten hatte, während eines Spiels seiner Mannschaft einen Stuhl auf das Spielfeld, nachdem er ein technisches Foul erhalten hatte, und wurde der Halle verwiesen. Bekannt wurde er auch durch sein oft angespanntes Verhältnis zu Journalisten, Knight machte keinen Hehl aus seiner Abneigung diesem Beruf gegenüber und bediente sich oft einer mit Schimpfwörtern durchzogenen Sprache, um dieser Haltung Ausdruck zu verleihen. Am 1. Dezember 1999 kam es zu einer Auseinandersetzung zwischen Knight und seinem Assistenztrainer Ron Felling. Knight räumte später ein, Felling gestoßen zu haben, im Rahmen einer Einigung stimmte Knight der Zahlung eines Schmerzensgeld in Höhe von 25 000 US-Dollar zu.
Knight wurde Mitte Mai 2000 vom damaligen Präsidenten der Indiana University, Myles Brand, mit einer Geldstrafe in Höhe von 30 000 US-Dollar und einer Sperre von drei Spielen belegt. Nach wochenlangen Beratungen und der Auswertung von Bewegtbildaufnahmen war die Hochschulleitung zu dem Schluss gekommen, dass Knight 1997 seinen Spieler Neil Reed während einer Trainingseinheit mit der Hand an die Kehle griff und würgte. Dass er den Spieler gewürgt habe, bestritt Knight. Aufgrund dieses und vorheriger Vorkommnisse wurden Knight von der Hochschulleitung Verhaltensauflagen gemacht, des Weiteren kündigte Brand im Falle weiterer Vorfälle an, keinerlei Toleranz walten zu lassen. Am 10. September 2000 wurde Knight als Trainer der Hochschulmannschaft entlassen, nachdem er einen Studenten am Arm gepackt hatte, der den Trainer bei einer zufälligen Begegnung Knights Ansicht nach respektlos angesprochen hatte. Die Hochschulleitung begründete Knights Entlassung des Weiteren mit anderen Verfehlungen in den vorangegangenen Monaten, darunter die Beleidigung einer hochrangigen Mitarbeiterin der Universität sowie „wütende und hetzerische Äußerungen“ gegenüber weiteren Hochschulvertretern.
Wenige Monate nach seinem Rauswurf bekam er den Trainerposten bei der Texas Tech University. Diese Mannschaft trainierte er allerdings mit mäßigem Erfolg. Am 16. Januar 2008 errang er seinen 900. Sieg als Trainer, eine Marke, die zuvor von keinem anderen Trainer in der ersten NCAA-Division erreicht wurde. Für Knight selbst war diese Bestmarke eigener Aussage nach bedeutungslos.
Im Februar 2008 gab Knight seinen Rücktritt als Trainer bekannt. Sein Sohn Patrick übernahm anschließend den Trainerposten bei der Texas Tech University.
Ende April 2016 sprach Bob Knight seine Unterstützung für den republikanischen Präsidentschaftskandidaten Donald Trump aus. Danach wurde Knight öfters in Trumps Reden anekdotenhaft und betont positiv erwähnt.